# مارك غودو
مارك غودو (من مواليد 6 سبتمبر 1964) هو قاتل متسلسل وخاطف ولص ومغتصب أمريكي. أرهب غودو الضحايا في منطقة فينيكس سيتي بين أغسطس 2005 ويونيو 2006؛ وبالصدفة، كان غودو نشطا في نفس الوقت الذي كان فيه اثنين من القتلة المتسلسلين الآخرين في فينيكس، المعروفين بشكل مشترك باسم "الرماة المتسلسلين".
بالإضافة إلى ارتكاب تسع جرائم قتل، شملت عدد جرائمه 84 جريمة جنائية . بلغ مجموعها 93 جناية على مدى فترة العشرة أشهر. واجه محاكمتين منفصلتين - واحدة مقابل 19 تهمة تتعلق بهجوم على شقيقتين اغتصبهما واعتدى عليهما جنسيا، وأخرى تتعلق ب 74 تهمة أخرى بما في ذلك القتل والسرقة والاغتصاب والاختطاف والاعتداء الجنسي و الاعتداء على القاصرين والبالغين. جميع ضحاياه ما عدا واحد كانوا من الإناث. أدين جودو في ما مجموعه 76 جريمة من أصل 93 جريمة، وحكم عليه بالإعدام 9 مرات (واحدة لكل إدانة بالقتل) وحصل على مبلغ إجمالي قدره 1634 عاما في سجن ولاية أريزونا.